# Русская баллада
Русская баллада — эпическая песня с семейно-бытовой тематикой, в основе которой лежат трагический конфликт. Баллады существуют как русские народные, так и авторские.
Один из малоизученных жанров русского песенного творчества. Русские баллады, вероятно, возникли, на рубеже XIII—XIV веков. В центре внимания баллад — индивидуальные судьбы людей, в силу различных обстоятельств попавших в безысходные ситуации.
В народной среде баллады никак особо не назывались. Исследователи русского песенного фольклора XIX века в основном уделяли внимание былинному эпосу. Из всего остального песенно-эпического репертуара были выделены и изучались только две группы: историческая песня и духовный стих. 
Впервые во второй половины XIX века выделили баллады в отдельную группу П. В. Киреевский в десятитомнике «Песни», где они в небольшом числе заняли часть 5-го выпуска («Песни былевые, княжеские»), и А. И. Соболевский (1895) в первом томе «Великорусских народных песен», как «низшие эпические песни».
Существуют различные классификации баллад. По Д. М. Балашову:
- семейно-бытовые;
- исторические и социально-бытовые;
- сатирические и комические;
- новые или «мещанские».

По Б. П. Кирдану:
- исторические;
- военно-бытовые;
- о разбойниках;
- любовные и добрачные отношения;
- семейно-бытовые.